# Ерголдинг
Ерголдинг (њем. Ergolding) град је у њемачкој савезној држави Баварска. Једно је од 35 општинских средишта округа Ландсхут. Према процјени из 2010. у граду је живјело 11.691 становника. Посједује регионалну шифру (AGS) 9274126.

## Географски и демографски подаци
Ерголдинг се налази у савезној држави Баварска у округу Ландсхут. Град се налази на надморској висини од 392 метра. Површина општине износи 37,2 km². У самом граду је, према процјени из 2010. године, живјело 11.691 становника. Просјечна густина становништва износи 315 становника/km².

## Међународна сарадња
| Мјесто   | Држава  | Врста сарадње | Од    |
| -------- | ------- | ------------- | ----- |
| Матарело | Италија | партнерство   | 1989. |
| Извор    |         |               |       |